# El Tony
El Tony fue una revista de historietas publicada en la Argentina por Editorial Columba desde 1928 hasta 1967, la primera dedicada integralmente al medio en el país. Continuó hasta el año 2000 en forma de anuarios y álbumes.

## Trayectoria

### Revista (1928-1967)
El Tony nació como una separata de Páginas de Columba en 1928. Tuvo tanto éxito que en 1932 Editorial Láinez lanzó "El Gorrión" para competir con ella.
Durante los años 40, abundó en las adaptaciones literarias y cinematográficas. También presentó en la Argentina las primeras historietas de Batman.
A partir de 1953 acogió más series de aventuras de producción local:
| Años               | Números   | Título                  | Guionista            | Dibujante          |
| ------------------ | --------- | ----------------------- | -------------------- | ------------------ |
| 1953-              |           | El León de Francia      | Roberto Valenti      | Fernand            |
| 1953               |           | Safari Argentina        | Alberto Salinas      | Alberto Salinas    |
|                    |           | Paco Almiral            | Roger Plá            | Eugenio Colonnese  |
|                    |           | ¡Así era Carlos Gardel! | Roberto Valenti      | Carlos Casalla     |
| 7/5/1958-16/7/1958 | 1535-1545 | Burt Zane               | Héctor G. Oesterheld | Ivo Pavone         |
| 7/5/1958-13/8/1958 | 1535-1549 | Star Kenton             | Héctor G. Oesterheld | Walter Casadei     |
|                    |           | El Negro Tom            | Roberto Valenti      | Guillermo Lettieri |

Todavía siguió incluyendo nuevas series en sus últimos años:
| Años | Números | Título        | Guionista          | Dibujante       |
| ---- | ------- | ------------- | ------------------ | --------------- |
|      |         | Cabo Savino   |                    | Carlos Casalla  |
|      |         | Rosendo Pampa | Eugenio J. Mandini | Eduardo Miranda |

### Álbumes y anuarios (1953-2000)
A partir de 1953 El Tony entregó álbumes de periodicidad trimestral, los cuales continuaron hasta el año 2000, mucho después del cierre de la revista. Entre las series aparecidas en ellos destacan:
| Años     | Números            | Título               | Guionista            | Dibujante                      |
| -------- | ------------------ | -------------------- | -------------------- | ------------------------------ |
| 1973     |                    | Killroy              | Héctor G. Oesterheld | Carlos Vogt                    |
| 9/74     | Extracolor n.º 342 | Brigada Madeleine    | Héctor G. Oesterheld | Enrique Villagrán, Verón       |
| 9/74     | Extracolor n.º 345 | Haakon               | Héctor G. Oesterheld | Lito Fernández, José Massaroli |
| 12/1975  | Súper Color n.º 1  | Vikings              | Héctor G. Oesterheld | Saichán, Dalfiume              |
| 12/1975- | Super Color n.º 1  | Pepe Sánchez         | Robin Wood           | Carlos Vogt                    |
| 1977     | Anuario n.º 13     | Mark                 | Robin Wood           | Ricardo Villagrán              |
|          |                    | Kayan                | Robin Wood           | Gómez Sierra                   |
|          |                    | Troels               | Robin Wood           | Jorge Zaffino                  |
|          |                    | Kozakovich & Connors | Robin Wood           | García Durán                   |
|          |                    | Jackaroe             | Robin Wood           | Gianni Dalfiume                |